# تصوير أجساد النساء في الفن الصيني المعاصر
أصبَحَ تصويرُ أجسادِ النِّساءِ في الفَنِّ الصّينيِّ المُعاصرِ أكثرَ تنوُّعًا من ذي قَبل؛ حيثُ بدأت أعداد الفَنانات بالارتفاعِ في الصِّين، وقَد استخدَمَت العَديدُ منَ الفَنّاناتِ الصّينيّاتِ المُعاصِراتِ  جَمالَهُنَّ لأعمالِهنَّ الَفنِّيَّة؛ فمنذُ الحُقبَةِ القَديمةِ والإمبراطوريَّةِ في الصّين حتّى أوائِل القَرنِ التّاسِعَ عَشَر كانَت صورُ أجسادِ النِّساءِ في الفَنِّ الصِّينيّ تُصوَّرُ في الغالبِ مِن خلالِ عَدَساتِ الفَنّانينَ الذُّكور، ونتيجةً لِذلكَ غالبًا ما تمَّ تَحريفَ أجسادِ النِّساء.
مَع ظُهورِ الحَداثةِ في الفَنِّ الصّينيِّ المُعاصِر أصبَحَ لِلمَرأةِ الآنَ المَزيدَ مِنَ التَّأثيراتِ في مَجالِ الفُنونِ البَصريِّة، حيثُ تَستَخدِمُ الفنّاناتُ الصِّينيّاتُ تَعبيراتٍ فنِّيَّةٍ غيرَ تَقليديَّةٍ لِلتَّحَدُّثِ عَن تَجارِبِهنّ كَأُنثى وفَنّانَةٍ في مُجتَمَع ذكوريّ، وعلى الرُّغم من أنَّ مَجال الفَنِّ المَرئِيّ الصّينِيّ كانَ أكثرَ شُمولًا في العُقودِ الأخيرَة، فإنَّ تَمثيلُ الفَنّاناتِ في المَعارِضِ الفنّيَّةِ الكُبرى لا يَزالُ أقلَّ بكثيرٍ مِن الفَنّانينَ الذُّكور؛ لذلِك بذَل الفنّانونَ والقِيَمِوّن جُهودًا مُشتَركةً لِتكريسِ بَعضِ المَعارِضَ الفَنِّيَّةِ للّفَنّاناتِ الصّينيَاتِ فَقَط.

## السِّياقِ التّاريخيّ

### الفَترة القَديمة والإمبراطورِيَّة

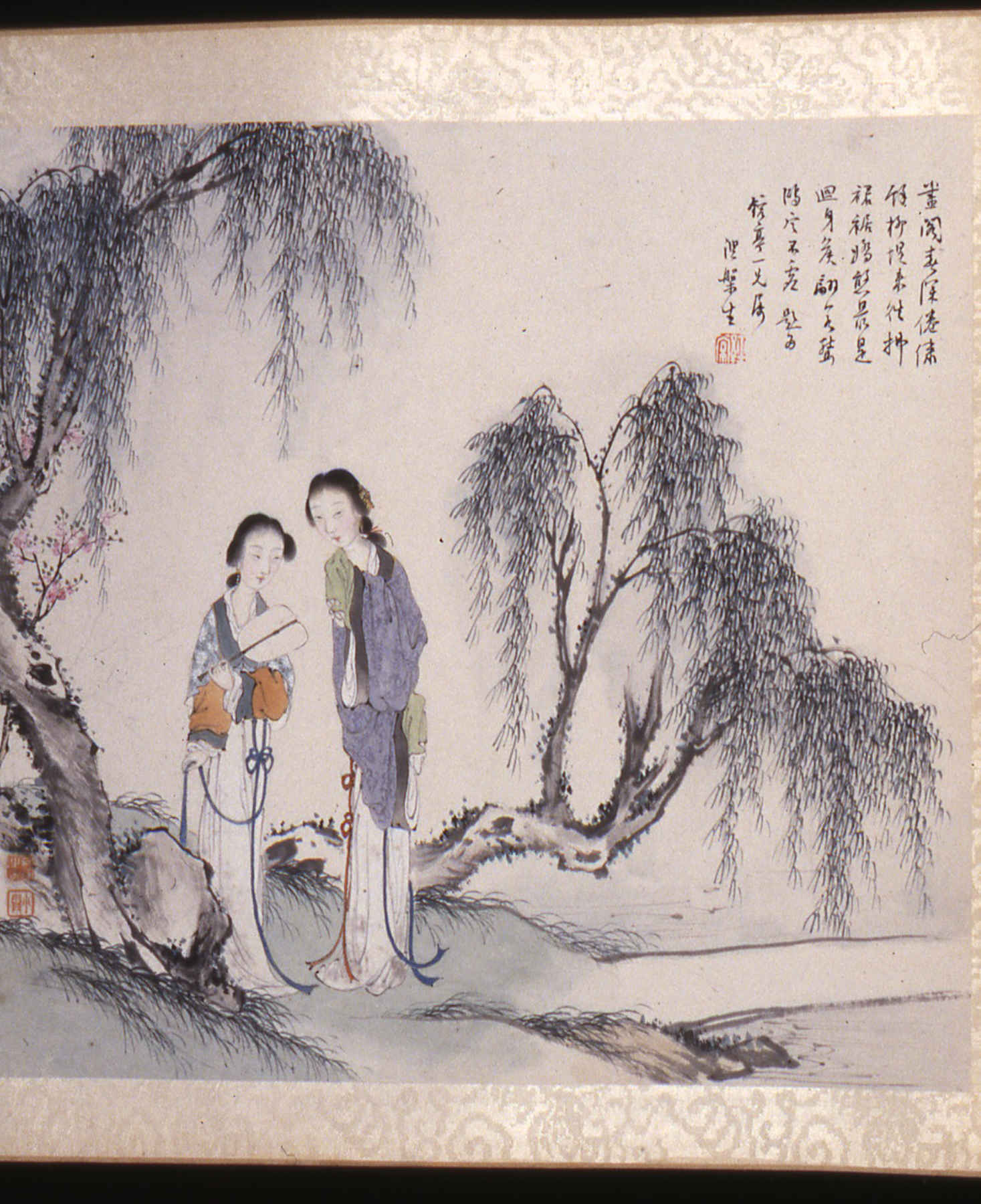
لوحة تمثِّلأ الجمال المثالي للمرأة الصّينيَّة قديمًا

كانَ تَصويرُ أجسادَ النِّساءِ مُعادلًا دائمًا بِأشكالٍ نَحيفة، ونادرًا ما يَميلُ على شيءٍ آخر، أو يكونَ لَهُ وضعًا منحنٍ قليلًا للتَّأكيدِ بِشكلٍ أكبَرَ عَلى أجسادِهِم الحسَّاسَة، وتُظِهر الصِّوَر النِّسائِيَّة أيضًا الصِّفات المِثالِيَّة لِلمَرأة في ذلكَ الوَقتِ بِصرفِ النَّظرِ عَن جمالِ المَرأةِ وسَحرها، فَيَجب أن تَمتَلِك فَضائِلَ إخضاعَ نَفسِها في مُجتَمَع ذكوريّ كونفوشيوسي، لذلِك كانَت النِّساءُ في هذهِ اللَّوحاتِ القَديمةِ يَرتَدينَ تَنانيرَ حَريرِيَّةً طويلةً تصلُ إلى الكاحلين، يُمكنُهم فَقط إظهارَ جُزءً مِن أجسامِهم مثلَ فوقَ صُدورِهِنّ، بِالإضافِةِ إلى  أشكالِ أجسادِهنّ النَّحيلة، والصِّفاتِ الخاضعةِ والرَّزينة، والتي كانت مرغوبةً للجمهورِ من الذُّكور.

### الفترة بين (1970-1980)
اندلعت الثّورة الثقافية التي قادها ماو تسي تونغ، وتقلَّصت معها الصّورة التّقليديَّة لدونيَّةِ المرأة ودَعت إلى تحريرِ المرأةِ في الصّين الجديدة، وقد توافرت أدوات الدّعاية مثلَ فنِّ الأداء والأفلام والمُلصقات، حيثُ دعمَت تلكَ الأدوات هذه الحركة بقوّةٍ، وبنَت بشكلٍ فعّال، وبثَّت هويَّةً نسائيّةً جديدة، إذ لم يعد الجمال الأنثويّ يتّسِم بالشَّخصِيّاتِ الدَّقيقة، ولكن بدلًا من ذلك من خِلالِ الصِّورِ الذُّكوريَّةِ للمرأة؛ على سبيلِ المثال مثَّلت «فتياتُ الحَديد» المَظاهِرَ المسموحِ بها للنِّساءِ في السَّبعينيات، فيجب ألّا يرتَدوا أيَّ شيءٍ يُظهرُ منحنياتِهم الأنثويّة، علاوةً على ذلكَ تمَّ تَشجيع النِّساء على ارتداءِ الملابِسَ مثلَ الرِّجالِ والذَّهابَ إلى العَملِ كما يفعلُ الرِّجال، نظرًا لأنَّ ماو دعا إلى «مَحوَ الجِنس» من أجلِ النِّساء الصّينيّات في الصّينِ الجَديدة.
على غرار فيلم «بنات الحديد»، انتشرت صور «المرأة القوية» من خِلالِ وسائلِ الإعلام، مثلِ الرُّسومِ المَتحرِّكَة والصُّحفِ المَحلِّيَّة، حيثُ تمَّ تحديدَ مظهَرهِم مِن خلالِ السِّماتِ الذُّكوريَّة: لونِ البَشرةِ المَدبوغ، والأشكالِ القَويَّة، والزيِّ الرَّسميِّ لَلعَمَل باللَّونينِ الأزرَقَ والأسوَد، وكانَ يُنظر إلى السِّماتِ الأنثَويَّة، مثلَ الجِلدِ والأيدي النّاعِمةِ على أنَّها شيءٌ تَخجلُ مِنه؛ لأنَّه كانَ منَ المُتوقَّعِ أن تُساهِمَ في اقتصادِ الأمَّةِ كما يفعَلُ الرِّجال.

## التَّصوير المُعاصِر لأجسادِ النِّساء

### التركيب

#### الصَّدمَة
في سِلسلتها التَّركيبية «الصَّدمَة»، تُصوِّر هونغ ليو امرأةٌ مُقيَّدةَ القَدمين، فقد كانَ ربطُ القَدم يُمارَسُ بينَ النِّساءِ الصِّينيّاتِ مِن عهدِ أسرَة سونغ حتّى أوائِل القَرنِ العِشرين، وكانَت النِّساءِ يَطوِّقنَ أقدامَهَنُّ بإحكامٍ لإبقائِها صَغيرةٍ، وهُو ما كانَ يجعلهُنَّ يَتميَّزنَ بِجمالٍ أنثَويّ في ذلكَ الوَقت، وفي أعمالِ ليو التَّركيبيَّةِ تَظهَرُ مِرارًا وتِكرارًا امرأةٌ بلا عاطِفةٍ بِقدمَيها العاريَتين، ونتيجَةً لِربطِ القَدمِ الثَّقافِيَّة فإنَّ هؤلاءِ النِّساءَ قَد تَشوَّهَت أقدامَهُن.

## لوحات

### لوحات زيتية لفنغ جيالي
تَشتَهِر فنغ جيالي بِاستِخدامها طريقَةِ الرَّسمِ الزَّيتي لصوَرٍ صَريحةٍ لأجسادِ النِّساء، حيثُ تصوِّر سِلسلَة من لَوحاتِها فَتيات صينيّات صَغيرات في سنِّ المَدرسة، وعادةً ما يَرتدين ملابسَ فاضحة في الحَمّام أو مُستلقِياتٍ على السَّرير، وغالبًا ما تَنظُرُ الفَتيات في لوحاتِها بشكلٍ مباشِرٍ إلى المُشاهدين، فيَكونُ بَعضُهُم بريءَ المَظهر، والبَعضُ الآخر بِنظرَةٍ مُواجِهَة.
سِلسِلةٌ أخرى مِن أعمالِها تَتضَمَّنُ صِورًا لِجسَدِها الحامِل، مِن خِلالِ كَشفِ الأنثى عَن جَسَدِها الحامِل بِلا خَوفٍ أمامَ الكاميرا، وتَتَحدّى الآراءَ التَّقليدِيَّةَ لِجَسَدِ الحامِلِ كَشيءٍ خاصٍ وَوَسيلَةٍ لمواصَلةِ خَطِّ الأُسرَة، ويظهَرُ تَفضيلَ الأولادِ على الفَتيات، واتِّباعِ سِياسَةَ الطِّفلِ الواحد؛ نظرًا لأنَّ جسد الحامِل لا يقومُ بتَعريفها عادةً على أنَّها الجمالُ المِثالِيّ المَوجودَ في أجسادِ الإناث، لذلِك فإنَّ مُلصقَة صِور فنغ تُعَبِّرُ عَن جانِبٍ آخرَ لِكونِكِ امرأة؛ حيثُ كانَت ترغبُ في التَّعبيرِ عَنِ المَصاعِبِ والقَلقِ أثناءَ الحَمل، وهُو ما يَتعارَضُ مَعَ التَّصويرِ التَّقليديِّ والمُقَدَّسِ للوِلادَةِ مِن قِبَلِ العَديدِ مِنَ الفَنانينَ الذُّكور.

#### «سِلسِلَة أوراقُ المَوز»
تساي جين، رسّام زَيتيَّ مُعاصِر آخَر، وَعلى عَكسِ فينج جيالي، فإنَّ تساي يُعبِّر عَن أجسادِ النِّساءِ بِطريقَةٍ شِبهِ مُجرَّدة، باستِخدامِ العَناصِرَ العُضوِيَّةِ في لَوحاتِه، فَهُناكَ سِلسِلَةٌ مِن لَوحاتِه تُصوِّرُ أجسادَ النِّساءِ على شَكلِ أوراقِ شَجَرِ المَوز، على عَكسِ العَديدِ مِنَ الصِّوَرِ التَّقليديَّةِ لِجَسَدِ الأُنثى والَّتي تَخدِمُ مَصلَحَةَ الجَماهيرِ مِنَ الذُّكور، حيثُ رسَمَ كاي الأجسادَ مثلَ اللَّحمَ المُتَحلِّل، والَّذي يَتحوَّلُ بَعدَ ذلكَ إلى أوراقِ مَوزٍ حَمراءَ مُقَطِّرَة.
وَتَقليدِيًّا، تَرتَبِطُ رسوماتِه بالنَّباتاتِ وخاصَّةً الزُّهورِ معَ الأُنوثَة، ومَع ذلكَ فقَد أحدَثَ تساي تَطوُّرًا حَديثًا في هذا المَوضوعِ وَجعلهَ صورةً مُشَوَّهةً وغيرَ سارَّةٍ إلى حدٍّ ما، رافضًا جمعَ النِّساءِ والزُّهورِ النَّمَطِيَّةَ الحَسّاسَة، ومِثلَما أعلَنَت فنغ أنَّ أجسادَ الحَوامِلِ يُمكِنُ أن تَكونَ فنًّا، أكَّدَ كاي أنَّهُ على الرُّغمِ مِن أنَّ أجسادَ النِّساءِ لَن يقمنَ بالحِفاظَ عَليها دائِمًا بِطريقَةٍ مِثالِيَّة، إلّا أنَّهُ لا يَزالُ بإمكانِهِنَّ أن يُصبِحنَ شَكلًا مِن أشكالِ الفَن.

### فنون الأداء

#### «افتتاح سور الصين العظيم»
في افتتاحِ السُّورِ العَظيمِ قَدَّمت هي تشينجياو جَسَدَها المجرَّد من الملابس في مَكانٍ عَامّ، في عامِ 2001 والتَقَطَت سِلسِلَةً مِنَ الصِّوَرِ لِنَفسِها وثَّقَت فيها سَيرَها بِثقَةٍ والجُزءُ العُلوِيِّ مِن جَسَدِها مكشوف، حيثُ حَمَلت حمّالَةَ صَدرها الحَمراءَ الزّاهيةِ على يَدِها اليُمنى وَربَطَت سُترتَها حَولَ الخَصر، وكانَ لَديها تَعبيرًا جامِدًا عَلى وَجهِها وَوضعيَّةً واثِقَةً وهيَ تَمشي نَحوَ الكاميرا، حيثُ أنَّ صِوَرها التقطت في سورِ الصّينِ العَظيم وَهو أحدُ أكثَرِ المَواقِعِ السِّياحِيَّةِ شُهرَةً في مَدينةِ بِكّين الصّينيَة.
على الرُّغمِ من حَقيقَةِ أنَّها كانَت مُحاطَةً بِالعَديدِ مِن السُّيّاحِ الفُضوليّين، إلّا أنّها ظلَّت تُحافظُ على نَظرةٍ واثِقة، كما أنَّها انضَمَّت بِشكلٍ عَفَويٍّ إلى تَركيبٍ فَنِّيٍّ مِن قِبَل أحَدِ الفنّانين الذي قامَ بِعرضِ أدائِها على سورِ الصّينِ العَظيمِ في نَفسِ الوَقت، وَسَواءً كاَنت مَقصودَةً أم لا فَقَد ظَهَرَت كَفَنّانَةٍ صينيَّةٍ في التَّيّارِ الرَّئيسيِّ للإنتاجِ الفَنِّيِّ لِلذُّكور، وعَلاوَةً على ذلك عَلى الرُّغمِ مِن أنَّ عَملها تمَّ في عامِ 2001، إلّا أنَّ عُريَ النِّساءِ في الأماكِنَ العامَّةِ كانَ لا يَزالُ يَعتَبَرُ مِن المُحرَّماتِ في ذلكَ الوَقت.

### «تمرين البثّ»
أكمَلَ هي تشينجياو هَذه القِطعَةَ الفَنِّيَّةَ في عامِ 2004 في مَتحَفِ دولاند شنغهاي لِلفَنِّ الحَديث، والَّتي جَمَعَت بينَ مَوضوعاتِ الجَسَدِ والهُوِيَّة تمامًا كَما يوحي عِنوانَ القِطعَة، حيثُ أجرى هي تشينجياو سِلسِلَةً من التَّمارينِ أمامَ مَجموعَةٍ كَبيرَةٍ مِن الجُمهور؛  فبينما كانَ جسدَها مَلفوفًا بإحكامٍ بِشريطٍ لاصِق، تسَبَّبت حَرَكَتَها في تَمزيقِ الأشرِطَةِ الواحدَ تلوَ الآخر، كَما أنَّها لَفَّتّ نَفسَها بالّلاصِقِ من كلِّ الجوانِب مِمّا جَعَل أجزاءَ جَسَدِها مُلتصِقَةً بِبَعضِها البَعض وذلكَ يَجعَلُ أداءَ التَّمرينِ أكثَرَ صُعوبَة.

### النَّحت

#### «جسمك»
شيانغ جينغ نحّاتة مُقيمة في بِكّين، اشتُهِرَت بِتَصويرِها لِمَنحوتاتِ النِّساءِ مجرَّدات الملابس الواقِعيَّة، وَتصَوِّرُ إحدى مَنحوتاتِها «جِسمَك» امرَأةً صَلعاءَ، تَتَدلّى على كُرسِيٍّ وساقاها مَفتوحَتان، وهنالِكَ نُدبَةً بارِزَةً على الجانِبِ الأيمَنَ مِن بَطنِها، وَلَديها ثَدَّيين مُتَرهِّلان، وَلفائِفُ دُهونَ في البَطنِ وتَعبيرٌ فارغٌ على وجِهها، حيثُ أنَّهُ لا تقعُ أيٌّ من هذهِ الصَّفاتِ تَحتَ تَوقُّعاتِ الجَسَدَ الأنثَوِّيِّ المِثالِيّ.

## تمثيلُ الفنّاناتِ المُعاصِراتِ في المَعارِض
على الرُّغمِ منَ الجُهودِ المَبذولَةِ لأجلِ جَعلِ مَجالَ الفَنِّ المَرئِيِّ أكثرَ شُمولًا، إلّا أنَّ الأعمالَ الفَنِّيَّةَ النِّسائِيَّةَ لا تَزالُ ناقصَةَ التَّمثيلِ في المَعارِضَ الكُبرى، فَفي أواخِرَ الثَّمانينيّات عِندَما أقيمَ أوَّلَ مَعرَضٍ كَبيرٍ لِلفُنونِ الصّينيَّة شارَكَ في المَعرَضِ خَمسُ نِساءٍ فَقَط، من بَينِ سبعةٍ وستّينَ فَنّانًا ومُشارِكًا، وبينَما كانَ يَتِمُّ الاعتِرافَ بفنّانينَ مِنَ الصّينِ وتايوان وهونغ كونغ بِسبَبِ هَويّاتِهِمِ المُتَنَوِّعَة لَم يَتمَّ الاعترافُ بِمُشارَكَةِ الفَنّاناتِ في هذا المَعرضِ الصّينيِّ الأوَّل.
وفي المثلِ أيضًا في المعرَضِ المُتَنَقِّلّ: «الفنِّ التَّجريبيِّ الصّينيِّ العابِر» في نهايةِ القَرنِ العِشرين من عام 1998، قدَّمَت ثَلاثُ فَنّاناتٍ فَقَط أعمالَهُنَّ الفَنِّيَّة، ومع ذلك يَبدو أنَّ التّعبيراتِ الفَنِّيَّةِ المُبتَكَرةِ للمرأةِ لا تَزالُ مُستبعَدَةً ولَم تَحظَ بنفسِ القَدَرِ مِنَ التَّقديرِ مِثلِ الفَنّانينِ الصّينيّينَ الذُّكور.
وَحظِيَت قَضِيَّةُ التَّمثيلِ غيرِ المُتكافِئ بينَ الفَنّانينَ الصّينيّينّ منَ الذُّكورِ والإناثِ بِبعضِ الاهتِمامِ مِنَ الجُمهور، ونَتيجةً لِذلِك بَذَلَ القَيِّمِونَ الفَنِّيَونَ والفَنّانونَ جُهدًا مُشتُركًا لِتكريسِ مَعارِضَ وَمنشوراتٍ مُعيَّنَةٍ لِلّفنّاناتِ فَقَط.

### نساءُ القَرن «معرضُ الصّينِ الوَطَنيّ» بكّين (1998)
كانَ معرَض نِساءِ القَرن مِن أوائِلِ المَعارِضِ المُخَصَّصَةِ للّفَنّاناتٍ الصّينيّاتٍ والذي كانَ يَهدِفُ إلى زِيادَةِ الوَعيِ بِتجارِبِ المَرأةِ وَأدوارِها ومَوضوعاتِها، والأهَمُّ مِن ذلكَ المُمارَساتِ الفَنِّيَّةِ من خِلالِ مُنظورِ المَرأةِ الَّتي تَعيشُ في المُجتَمَعِ الصّينيِّ المُعاصِر، بالإضافَةِ إلى تَوفيرِ مَنَصَّةٍ لِعَرضِ الأعمالِ الفَنِّيَّةِ الَّتي صَنَعَتها نِساءٌ صينيّات؛ فقَد عَرَضَت أيضًا صِورًا وَوَثائِقَ تُظهِرُ الإنتاجَ الفَنِّيِّ لِلمَرأةِ في الصِّين، وشاركَ في هذا المَعرَضِ أكثَرَ مِن سَبعينَ فَنّانًا وَقَدَّموا أكثَرَ مِن خَمسِمائَةِ قِطعَةً فَنِّيَّة.

### حُضورُها في الألوانِ الثّامِنة: المَعرَضِ الدُّوَلِيِّ لِلفَنّانات، المَعرَضِ الوَطَنيّ لِلصّين، بِكّين (2008)
أقيمَ هذا المَعرَض بِشَكلٍ مُتَزامِنٍ في جَميعِ أنحاءِ العالَم، مِثلِ الصّين وسنغافورة وألمانيا والولاياتِ المُتَّحدة؛ لنشرِ الأعمالِ الفَنِّيَّةِ النَّسَويَّةِ لعمومِ آسيا، وعلى وجهِ التَّحديدِ عُرضَ المَعرَض في نيويورك ضمن عامِ 1998، خَمسُ فَنّاناتٍ وُلِدنَ في الصّينِ ونَشَأنَ خِلالَ الثَّورَة الثَّقافِيِّة، قدمت كاي جين التي شاركت أيضًا في هذا العرضِ سِلسِلَةَ نباتِ المَوزِ الخاصَّةِ بِها في العَرض، وهيَ شَكلٌ موحي لِتَقديمِ أجسادٍ عارياتٍ للإناثِ في مَكانِ عام.